# Derek Hardman
Derek Hardman (Spencer, 13 settembre 1986) è un giocatore di football americano statunitense che ha giocato nel ruolo di offensive guard nella National Football League (NFL). Al college ha giocato a football alla Eastern Kentucky University.

## Carriera professionistica

### Tampa Bay Buccaneers
Dopo non essere stato scelto nel Draft NFL 2010, Hardman firmò coi Tampa Bay Buccaneers. Nella sua stagione da rookie disputò 9 partite, 4 delle quali come titolare. Nelle due stagioni successive disputò solamente tre partite all'anno, senza mai essere schierato dall'inizio.

## Statistiche
| Partite totali      | 15 |
| Partite da titolare | 4  |

Statistiche aggiornate alla stagione 2016